# Luís Filipe Marques Amado

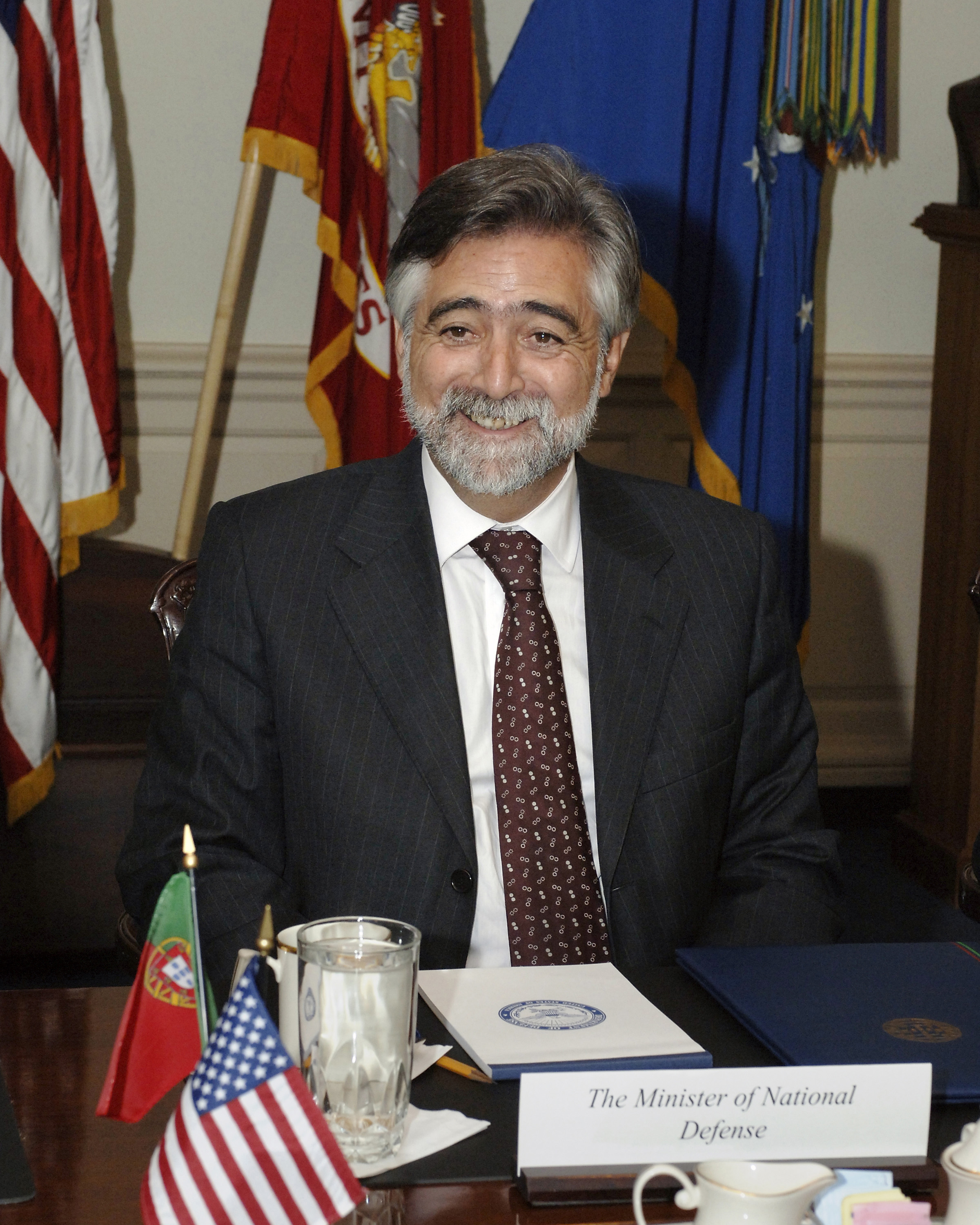
Luís Amado

Luís Filipe Marques Amado (* 17. September 1953) in Porto de Mós ist ein portugiesischer Politiker. Vom 3. Juli 2006 bis 21. Juni 2011 war er Staatsminister und Minister für Auswärtige Angelegenheiten in der von der Sozialistischen Partei (Partido Socialista) geführten Regierung von Premierminister José Sócrates. In der neuen Regierung unter Pedro Passos Coelho wurde er von Paulo Portas abgelöst.

## Leben
Nach einem erfolgreich abgeschlossenen Studium der Wirtschaftswissenschaften an der Technischen Universität von Lissabon hat Luís Amado eine Beraterfunktion im Nationalen Portugiesischen Verteidigungsinstitut und hat eine Honorarprofessur an der Universität Georgetown inne. Luís Amado ist verheiratet und hat zwei Söhne.

### Ämter und ausgeübte Funktionen
- Abgeordneter der Regionalversammlung von Madeira
- stellvertretender Staatssekretär im Innenministerium vom 30. Oktober 1995 bis 25. November 1997
- Staatssekretär für Auswärtiges und Zusammenarbeit vom 27. November 1997 bis 6. April 2002
- Verteidigungsminister vom 12. März 2005 bis 3. Juli 2006
- Staatsminister vom 3. Juli 2006 bis 21. Juni 2011
- Außenminister vom 3. Juli 2006 bis 21. Juni 2011

### Aktuelle Ämter
- Abgeordneter der Assembleia da República (ruhendes Mandat)
- Sekretär für internationale Beziehungen des Partido Socialista

## Auszeichnungen
- norwegischer Verdienstorden (Großkreuz)
- Verdienstorden der Republik Polen (Großkreuz)
- Ordre national du Mérite (Großoffizier)
- Orden Leopolds II. (Großkreuz)
- Christusorden (Großkreuz)
- Großes Bundesverdienstkreuz mit Stern
- Gregoriusorden (Großkreuz)
- Orden der Ehre (Großkreuz)
- Nordstern-Orden (Großkreuz)
- Orden der Eichenkrone (Großkreuz)
- Verdienstorden Pro Merito Melitensi (Großkreuz)
- Orden des litauischen Großfürsten Gediminas (Großkreuz)
- Ordem de Timor-Leste (Collar, 2011)[1]